# Бане (город)
Бане́ (перс. بانه‎) — город на западе Ирана, в провинции Курдистан. Административный центр шахрестана Бане. Четвёртый по численности населения город провинции .

## География
Город находится в северо-западной части Курдистана, в горной местности, на высоте 1502 метров над уровнем моря.
Бане расположен на расстоянии приблизительно 125 километров к северо-западу от Сенендеджа, административного центра провинции и на расстоянии 485 километров к западу от Тегерана, столицы страны.

## Население
По данным переписи, на 2006 год население составляло 69 635 человек; в национальном составе преобладают курды (носители языка сорани), в конфессиональном — мусульмане-сунниты.
| 1986   | 1991   | 1996   | 2006   | 2012   |
| ------ | ------ | ------ | ------ | ------ |
| 16 933 | 40 837 | 55 433 | 69 635 | 78 279 |

## Достопримечательности
Город окружают лесные массивы общей площадью 50 тыс. га.
В близлежащей деревне Шоу (Show) расположены руины дамбы, существовавшей в период правления Аршакидов и Сасанидов имевшей длину 10 метров и толщину — 4.
В 12 километрах севернее города находится природная пещера Шовей (Shovey), длина которой составляет 267 метров.

## Известные уроженцы
- Бахман Гобади — иранский кинорежиссёр.